# John Hollington Grayburn

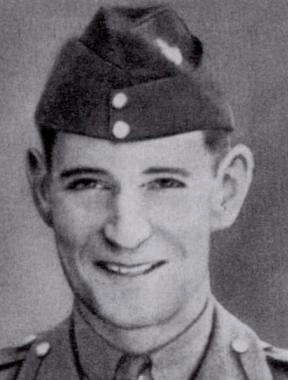
John Hollington Grayburn

John Hollington Grayburn (* 1918 auf Manora Island, Britisch-Indien; † 20. September 1944 bei Arnheim) war ein britischer Offizier und Träger des Victoria-Kreuzes, der höchsten Auszeichnung des Vereinigten Königreiches und des Commonwealthes.

## Leben
Hollington wurde 1918 auf Manora Island, Britisch-Indien, als Sohn von Lionel „Paddy“ Grayburn geboren. Sein Vater war während des Burenkrieges in der Armee und arbeitete danach bei der Grindleys Bank in Indien, die er später allerdings krankheitsbedingt verlassen musste. John Hollingtons Familie kehrte nach England zurück und ließ sich auf der Roughwood Farm im Chalfront St. Giles, westlich von London nieder. Er ging in Dorset zur Schule, wo er boxte und Rugby spielte. Von 1927 an spielte Hollington in den Ferien und ab 1936, als er die Schule verließ, kontinuierlich im Chiltern Rugby-Klub mit, was er jedoch am 17. April 1939 einstellen musste. John’s Onkel, Sir „Tubby“ Vandeleur Grayburn, wurde als die Japaner Hongkong eroberten interniert und später hingerichtet.
Kurz vor Ausbruch des Zweiten Weltkrieges begann er eine Kadettenausbildung und im September 1940 trat er als Second Lieutenant der Oxfordshire and Buckinghamshire Light Infantry in die British Army ein. 1942 heiratete er Marcelle Chambers, eine Sekretärin am Stabs-Hauptquartier, mit der er einen Sohn, John, hatte. Im Juni 1943 wurde er zum Lieutenant befördert. Im selben Jahr wurde er zum Parachute Regiment, einer Fallschirmjägereinheit versetzt, die Teil der britischen 6. Luftlandedivision war. Der damals 26-jährige Grayburn nahm ab dem 17. September 1944 am Angriff auf Arnheim (Operation Market Garden) teil. Bei diesen Gefechten zeichnete er sich als Führer eines Platoons durch besondere Tapferkeit aus, zog sich mehrere Verwundungen zu und fiel schließlich am 20. September. In Anerkennung seiner Taten im Kampf um Arnheim wurde er postum mit dem Victoriakreuz ausgezeichnet.
Grayburns Leiche wurde zunächst vor Ort bestattet und 1948 auf den Arnhem Oosterbeek War Cemetery umgebettet.